# Uno Cygnaeus
Uno Cygnaeus (12. října 1810, Hämeenlinna – 2. ledna 1888, Helsinky) byl finský pedagog a teolog.

## Biografie
Vystudoval přírodovědu a bohoslovectví na Univerzitě v Helsinkách a v roce 1837 byl vysvěcen na luteránského kněze. Působil ve farnostech ve Vyborgu, Sitce a Petrohradu, kde se stal superintendantem farní školy.
Po nástupu cara Alexandra II. na trůn byl vyhlášen program na zlepšení finského venkovského školství. Cygnaeus vypracoval návrh, který pomohl v senátu prosadit Johan Vilhelm Snellman. Jeho reformu ovlivnili Johann Heinrich Pestalozzi, Friedrich Fröbel a Adolf Diesterweg. Požadoval vzdělání dostupné pro chlapce i dívky. Podařilo se mu vymanit školy z církevního dohledu a posílit praktickou přípravu pro život. Zavedl výuku ručních prací, nazývanou švédsky slöjd, kterou převzaly další země. Kladl důraz i na odborné vzdělávání učitelů. V roce 1861 byl jmenován hlavním inspektorem finských škol, učil také na učitelském semináři ve městě Jyväskylä.
Byl mu udělen Řád sv. Vladimíra a čestný doktorát Uppsalské univerzity. Byl po něm pojmenován park Cygnaeusenpuisto v Jyväskyle. V anketě Velcí Finové pořádané v roce 2004 se umístil na 41. místě. Erik Wahlström o něm napsal román Tančící kněz.
Bratranec Fredrik Cygnaeus byl spisovatel a historik, syn Walter Cygnaeus byl profesorem lékařské fakulty.